# Anthe
Anthe (auch Saturn XLIX) ist der zwölfte und einer der kleinsten der 274 bekannten Monde des Planeten Saturn. Ihre Umlaufbahn liegt zwischen denen der großen Monde Mimas und Enceladus und die Monde dieses Abschnitts, zu dem auch Methone und Pallene gehören, werden die Alkyoniden-Gruppe genannt.

## Entdeckung
Die Entdeckung von Anthe durch das Cassini Imaging Science Team auf Aufnahmen vom 30. Mai 2007 sowie früheren Aufnahmen, die bis Juni 2004 zurückreichen, wurde am 18. Juli 2007 bekannt gegeben. Anthe ist der 60. bestätigte Mond des Saturn-Systems.
Anthe erhielt zunächst die vorläufige Bezeichnung S/2007 S 4 und wurde von seinen Entdeckern inoffiziell Frank genannt. Im August 2007 wurde der Mond dann nach einer der sieben Töchter des Giganten Alkyoneus aus der griechischen Mythologie benannt (Alkyoniden). Alkyoneus war ein Sohn von Gaia und dem Blut von Uranos. Der Gigant kam im Gigantenkampf durch Herakles ums Leben. Anthe und ihre sechs Schwestern (darunter Methone und Pallene) waren über den Tod des Vaters so in Trauer, dass sie sich vom kanasträischen Vorgebirge ins Meer hinab stürzten. Aber aus Mitleid rettete ihnen die Okeanide (oder Nereide) Amphitrite das Leben und verwandelte sie in Eisvögel.

## Bahneigenschaften

Animation der Umlaufbahn von Anthe (S/2007 S 4).

### Umlaufbahn

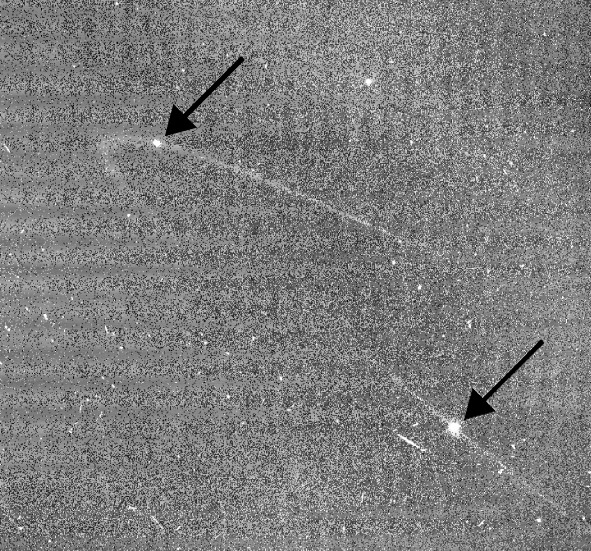
Die Ringbögen von Anthe (oben links) und Methone (unten rechts). Cassini, 29. Oktober 2007.

Anthe umkreist Saturn auf einer prograden, fast perfekt kreisförmigen Umlaufbahn in einem mittleren Abstand von 197.700 km (ca. 3,280 Saturnradien) von dessen Zentrum, also etwa 137.430 km über dessen Wolkenobergrenze. Die Bahnexzentrizität beträgt 0,0011, die Bahn ist 0,1° gegenüber dem Äquator von Saturn geneigt, liegt also fast in der Äquatorebene des Planeten. Durch die niedrige Exzentrizität variiert die Bahn in der Entfernung zu Saturn um etwa 400 km.
Die Umlaufbahn des nächstinneren Mondes Methone ist im Mittel etwa 3.260 km vom Orbit von Anthe entfernt, die Entfernung der Bahn des nächstäußeren Mondes Pallene beträgt im Mittel etwa 14.600 km.
Anthe umläuft Saturn in 1 Tag, 0 Stunden, 52 Minuten und 33,6 Sekunden. Sie benötigt für einen Umlauf 38,8 Minuten länger als der innere Nachbar Methone. Sie legt in 24 Stunden eine Strecke von 347° zurück.
Anthe befindet sich in einer 10:11 Bahnresonanz mit dem innen laufenden Mond Mimas. Dadurch wird ihre Umlaufbahn von Mimas stark gestört. Der viel massigere Mimas verursacht durch seine Gravitation Abweichungen in der Methone-Bahn von etwa 200 km. Der Einfluss der Bahnresonanz führt auch dazu, dass sich Methone in 14° Länge auf ihrer Bahn vor und zurück bewegt.

### Anthe-Ringbogen
Trotz der geringen Größe von Anthe wurde vor und hinter dieser im Juni 2007 ein Ringsystem entdeckt. Dieses bildet jedoch kein um den Saturn geschlossenes System, sondern es erstreckt sich nur einige tausend Kilometer vor und hinter Methone und wandert mit diesem mit. Es wird angenommen, dass die Ringbögen von Anthe und auch Methone wahrscheinlich aus Material entstanden sind, das durch Mikrometeoriten aus diesen beiden Monden herausgeschlagen wurde. Durch die gravitative Resonanz mit Mimas werden sie von diesem in ihrer Form gehalten; Mimas verhindert also, dass sich das Ringmaterial wie bei den anderen Saturnringen auf der ganzen Bahn verteilt und einen gleichförmigen Ring formt.

## Physikalische Eigenschaften

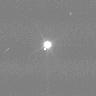
Bild von Anthe von Cassini am 8. August 2010

Anthe hat einen Durchmesser von etwa 1,8 km. Bei einer mittleren Dichte von 0,5 g/cm3 ergibt sich eine Masse von 1,4987 · 1012 kg. An ihrer Oberfläche beträgt die Schwerebeschleunigung 0,00012 m/s2, dies entspricht nur etwa 0,01 ‰ der irdischen.
Bislang gibt es zwei Theorien zur Entstehung der drei nahe beieinander liegenden Monde Methone, Anthe und Pallene: Erstens wurden sie von entweder Mimas oder Enceladus durch eine Kollision mit einem Kometen oder Asteroiden herausgebrochen, andererseits könnten alle diese fünf Monde sogar Rückstände eines größeren Schwarms sein, der in diese nahe Region von Saturn gewandert ist.

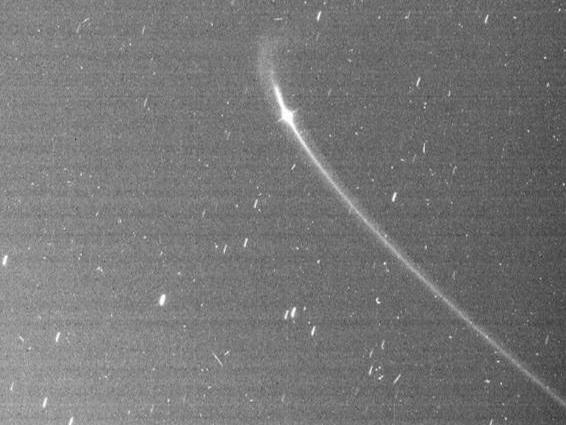
Anthe mit ihrem Ringbogen am 3. Juli 2008 aus 1.200.000 km Entfernung

## Erforschung
Anthe weist eine scheinbare Helligkeit von 26,0m auf, die 1:13000000000 des Zentralplaneten beträgt. Methone wurde von bislang vier Raumsonden besucht, nämlich von den Vorbeiflugsonden Pioneer 11 am 1. September 1979, Voyager 1 am 12. November 1980 und Voyager 2 am 25. August 1981 (diese erfolgten ohne Sichtung des Mondes) und schließlich Cassini-Huygens.
Seit der Entdeckung 2007 konnten ihre Bahnparameter durch die Sonde Cassini, die seit dem 1. Juli 2004 den Saturn umkreist, präzisiert werden.